# Silvia Venturi
Silvia Venturi (29 de abril de 1972 (52 años) es una bióloga, botánica, taxónoma, curadora y profesora brasileña.

## Biografía
En 1994, obtuvo una licenciatura en historia natural, por la Universidad Federal de Santa Catarina; y, en 2000 la maestría en botánica, por la Universidad Federal de Rio Grande do Sul.
Es bióloga investigadora del Herbario FLOR, en el Departamento de Botánica de la Universidad Federal de Santa Catarina.

## Algunas publicaciones
- silvia Venturi, maria terezinha silveira Paulilo. 1998. Esgotamento das reservas na semente de Euterpe edulis Mart. e efeito da nutrição mineral nas plântulas (Seed reserves mobilization in Euterpe edulis Mart. and effect of mineral nutrition in seedlings). Acta Botanica Brasilica 12 (3):215-220

- ----------------, a.m. Randi. 1997. Influência da coloração das sementes na germinação de Phyllanthus tenellus Roxb. e Phyllanthus niruri L. (Euphorbiaceae). Acta Botanica Brasilica 11 (1): 87-94

- ----------------, -------------. 1997. Preliminary studies on the growth of Phyllanthus niruri L. (Euphorbiaceae). Biotemas (UFSC) 10: 61-70

## Honores

### Membresías
- de la Sociedad Botánica del Brasil[4]

- La abreviatura «Silv.Venturi» se emplea para indicar a Silvia Venturi como autoridad en la descripción y clasificación científica de los vegetales.[5]
- Portal:Botánica. Contenido relacionado con Botánica.
- Portal:Biología. Contenido relacionado con Taxonomía.